# Habenaria geerinckiana
Habenaria geerinckiana là một loài thực vật có hoa trong họ Lan. Loài này được (Schaijes) Geerinck mô tả khoa học đầu tiên năm 2007.